# Traheidă
Traheidele sunt vase conductoare imperfecte caracteristice gimnospermelor și a ferigilor. Acestea sunt alcătuite din celule care la maturitate sunt nevii, adică sunt anucleate. Aceste vase conducătoare sunt considerate imperfecte prin prisma faptului că prin maturare peretele transversal al celulelor nu se dezorganizează, iar transportul sevei brute și a celei elaborate se realizează lent prin difuzie.